# الزاك
الزاك هي مدينة مغربية تقع في إقليم آسا الزاك بجهة كلميم واد نون في جنوب المغرب. يبلغ عدد سكانها 12763 نسمة، حسب إحصائيات سنة 2014. ويبلغ ارتفاع المدينة عن سطح البحر قرابة 405 متر.

## النقل والمواصلات
تربط العديد من حافلات نقل المسافرين مدينة الزاك بمدينة الدار البيضاء برحلات يومية مروراً بمدن آسا، وكلميم، و إنزكان، وأكادير، ومراكش.

## المناخ
للزاك مناخ صحراوي، مع جفاف قاحل. ومع قربها من الصحراء، كمية التساقطات قليلة جداً، أو حتى نادرة (أقل من 150 مم في السنة). الحرارة المتوسطة تبلغ 25.2 درجة مئوية. تبلغ أدنى درجة في فصل الشتاء (شهر يناير) 10 درجات مئوية، وتصل أعلى درجة إلى 45، في شهر يوليو (فصل الصيف). عدد ساعات وصول أشعة الشمس تقدر ب 3,400 ساعة يومياً، أو حوالي 340 يوم في السنة. في بعض الأوقات الأكثر سخونة بالمنطقة أثناء فصل الصيف، قد تبلغ درجة الحرارة 60° مئوية.
| البيانات المناخية لـمدينة الزاك   | البيانات المناخية لـمدينة الزاك | البيانات المناخية لـمدينة الزاك | البيانات المناخية لـمدينة الزاك | البيانات المناخية لـمدينة الزاك | البيانات المناخية لـمدينة الزاك | البيانات المناخية لـمدينة الزاك | البيانات المناخية لـمدينة الزاك | البيانات المناخية لـمدينة الزاك | البيانات المناخية لـمدينة الزاك | البيانات المناخية لـمدينة الزاك | البيانات المناخية لـمدينة الزاك | البيانات المناخية لـمدينة الزاك | البيانات المناخية لـمدينة الزاك |
| الشهر                             | يناير                           | فبراير                          | مارس                            | أبريل                           | مايو                            | يونيو                           | يوليو                           | أغسطس                           | سبتمبر                          | أكتوبر                          | نوفمبر                          | ديسمبر                          | المعدل السنوي                   |
| --------------------------------- | ------------------------------- | ------------------------------- | ------------------------------- | ------------------------------- | ------------------------------- | ------------------------------- | ------------------------------- | ------------------------------- | ------------------------------- | ------------------------------- | ------------------------------- | ------------------------------- | ------------------------------- |
| متوسط درجة الحرارة الكبرى °م (°ف) | 22.1 (71.8)                     | 25.7 (78.3)                     | 30.3 (86.5)                     | 33.2 (91.8)                     | 35.8 (96.4)                     | 40.3 (104.5)                    | 45.1 (113.2)                    | 42.3 (108.1)                    | 38.8 (101.8)                    | 36.7 (98.1)                     | 30.2 (86.4)                     | 25.4 (77.7)                     | 33.8 (92.8)                     |
| المتوسط اليومي °م (°ف)            | 15.6 (60.1)                     | 19.8 (67.6)                     | 23.1 (73.6)                     | 26.6 (79.9)                     | 29.7 (85.5)                     | 33.2 (91.8)                     | 37.8 (100.0)                    | 35.4 (95.7)                     | 33.1 (91.6)                     | 27.2 (81.0)                     | 23.4 (74.1)                     | 19.2 (66.6)                     | 27 (81)                         |
| متوسط درجة الحرارة الصغرى °م (°ف) | 10.1 (50.2)                     | 15.2 (59.4)                     | 17.3 (63.1)                     | 20.4 (68.7)                     | 24.5 (76.1)                     | 26.1 (79.0)                     | 28.8 (83.8)                     | 28.5 (83.3)                     | 25.9 (78.6)                     | 22.3 (72.1)                     | 18.8 (65.8)                     | 14.1 (57.4)                     | 21 (70)                         |
| [بحاجة لمصدر]                     |                                 |                                 |                                 |                                 |                                 |                                 |                                 |                                 |                                 |                                 |                                 |                                 |                                 |